# Highland (Contea di Lake, Indiana)
Highland è un comune degli Stati Uniti d'America, situato nello Stato dell'Indiana, nella contea di Lake.